# Thomas Bergmann (Fußballfunktionär)

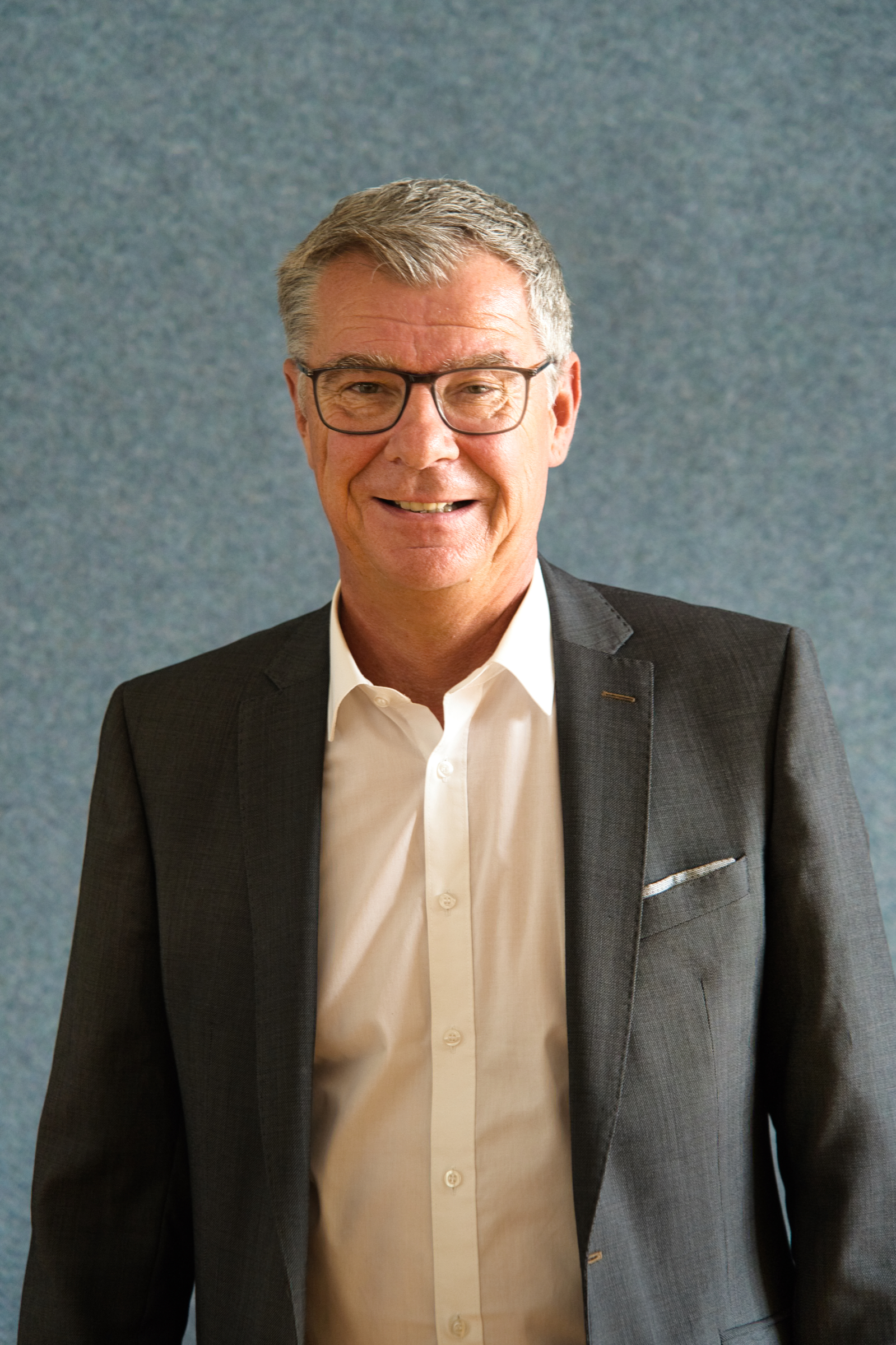
Thomas Bergmann (2024)

Thomas Bergmann (* 29. April 1963 in Seelbach (Herborn)) ist ein deutscher Richter und Fußballfunktionär. Hauptamtlich ist er Präsident des Landgerichts Mainz; daneben Vizepräsident des Deutschen Fußball-Bundes, Präsident des Fußball-Regional-Verbandes Südwest und Präsident des Südwestdeutschen Fußballverbandes.

## Persönliches / Beruf
Thomas Bergmann wuchs im Westerwald, später in Berndroth (Rhein-Lahn-Kreis) und ab 1972 in Alzey auf und studierte an der Johannes-Gutenberg-Universität in Mainz Rechtswissenschaften. 1993 trat er nach dem Rechtsreferendariat in die rheinland-pfälzische Justiz ein. Dort war er zunächst als Straf- und Jugendrichter bei dem Amtsgericht Worms eingesetzt. 1995 wechselte er an eine Strafkammer des Landgerichts Mainz und war unter anderem bis zum Jahr 1997 als Berichterstatter in dem größten der drei sogenannten Wormser Prozesse tätig. Ab 1999 war er als Präsidialrichter auch in der Verwaltung des Landgerichts eingesetzt. Im Jahr 2008 wurde er zum Direktor des Amtsgerichts Worms ernannt; 2018 wechselte er an das Oberlandesgericht Koblenz und war dort bis 2022 Vorsitzender eines Strafsenats. Er war von 2023 bis Juni 2025 Präsident des Landgerichts in Bad Kreuznach und ist seit Juli 2025 Präsident des Landgerichts Mainz. Von 2006 bis 2018 war Thomas Bergmann Mitglied des Hauptrichterrates für die ordentliche Gerichtsbarkeit in Rheinland-Pfalz, daneben war von 2011 bis 2019 ehrenamtlich als Vorsitzender des Bezirksvereins Rheinhessen im Deutschen Richterbund tätig.
Thomas Bergmann lebt in Wahlheim in Rheinhessen und hat zwei erwachsene Töchter.

## Sportliche Laufbahn
Seine fußballerische Laufbahn begann Thomas Bergmann 1972 bei der SG Rot-Weiß-Olympia Alzey. Hier durchlief er alle Juniorenmannschaften und wechselte 1981 in den Männerspielbetrieb, in dem er bis zur Beendigung seiner aktiven Laufbahn 1996 ununterbrochen spielte. Anschließend war Thomas Bergmann bis 2005 noch in den Ü-Mannschaften seines Vereins aktiv.
Schon ab 1984 war Thomas Bergmann auch im Vorstand der SG Rot-Weiß-Olympia Alzey ehrenamtlich tätig. Er bekleidete bis zu seinem Ausscheiden 2023 u. a. das Amt des 1. Schriftführers und des 2. Vorsitzenden.

## Südwestdeutscher Fußballverband
2000 wurde Thomas Bergmann zum stellvertretenden Vorsitzenden des Verbandsgerichts berufen, gleichzeitig übernahm er das Amt des Vorsitzenden des Sportgerichts im Fußballkreis Alzey, das er bis 2010 ausübte. Auf dem Verbandstag des Südwestdeutschen Fußballverbandes 2008 wurde er zum Vorsitzenden des Verbandsgerichts gewählt und 2016 sodann zum Vizepräsident Recht. Auf dem Verbandstag 2024 wählten die Vereine Thomas Bergmann einstimmig zum 5. Präsidenten des Verbandes in Nachfolge von Dr. Hans-Dieter Drewitz.
In dieser Funktion ist er auch Mitglied im Vorstand und dem Beirat der Fritz-Walter-Stiftung.

## Fußball-Regional-Verband „Südwest“
Nachdem er bereits seit 2009 als Beisitzer in der Spruchkammer des Sportgerichts des Fußball-Regional-Verbandes „Südwest“ fungiert hatte, wurde Thomas Bergmann 2016 als Vorsitzender des Verbandsgerichts des Regionalverbandes berufen und damit gleichzeitig Mitglied des Präsidiums. Im Oktober 2021 wählten ihn die Vereine auf dem Verbandstag in Saarbrücken zum Präsidenten des Fußball-Regional-Verbandes „Südwest“. Drei Jahre später wurde Thomas Bergmann auf dem Verbandstag in Edenkoben einstimmig im Amt bestätigt. Er vertritt kraft seines Amtes den Verband in der RLSW Regionalliga Südwest GmbH.

## Deutscher Fußball-Bund
2004 wurde Thomas Bergmann in die Kommission Gewaltprävention (jetzt Kommission Prävention, Sicherheit & Fußballkultur) berufen, der er bis heute angehört. Von 2013 bis 2022 war er Mitglied des DFB-Kontroll-Ausschusses und dort für die B- und später die A-Junioren-Bundesligen zuständig. Nach seiner Wahl zum Präsidenten des Regionalverbandes erfolgte 2021 die Berufung in den DFB-Vorstand. Auf dem DFB-Bundestag am 11. März 2022 wählten ihn die Delegierten zu einem der Vizepräsidenten des Deutschen Fußball Bundes. Er ist zuständig für allgemeine Rechtssachen, die DFB-Rechtsprechung und die Anti-Doping-Angelegenheiten.